# Marsa Brega Airport
Marsa Brega Airport är en flygplats i Libyen. Den ligger i den centrala delen av landet, 700 km öster om huvudstaden Tripoli. Marsa Brega Airport ligger 12 meter över havet.
Terrängen runt Marsa Brega Airport är platt. Havet är nära Marsa Brega Airport åt nordväst.  Trakten runt Marsa Brega Airport är nära nog obefolkad, med mindre än två invånare per kvadratkilometer. Närmaste större samhälle är Al Burayqah, 3,1 km norr om Marsa Brega Airport. Trakten runt Marsa Brega Airport är ofruktbar med lite eller ingen växtlighet.